# 米塔格斯科格爾山 (奧茨塔爾阿爾卑斯山脈)

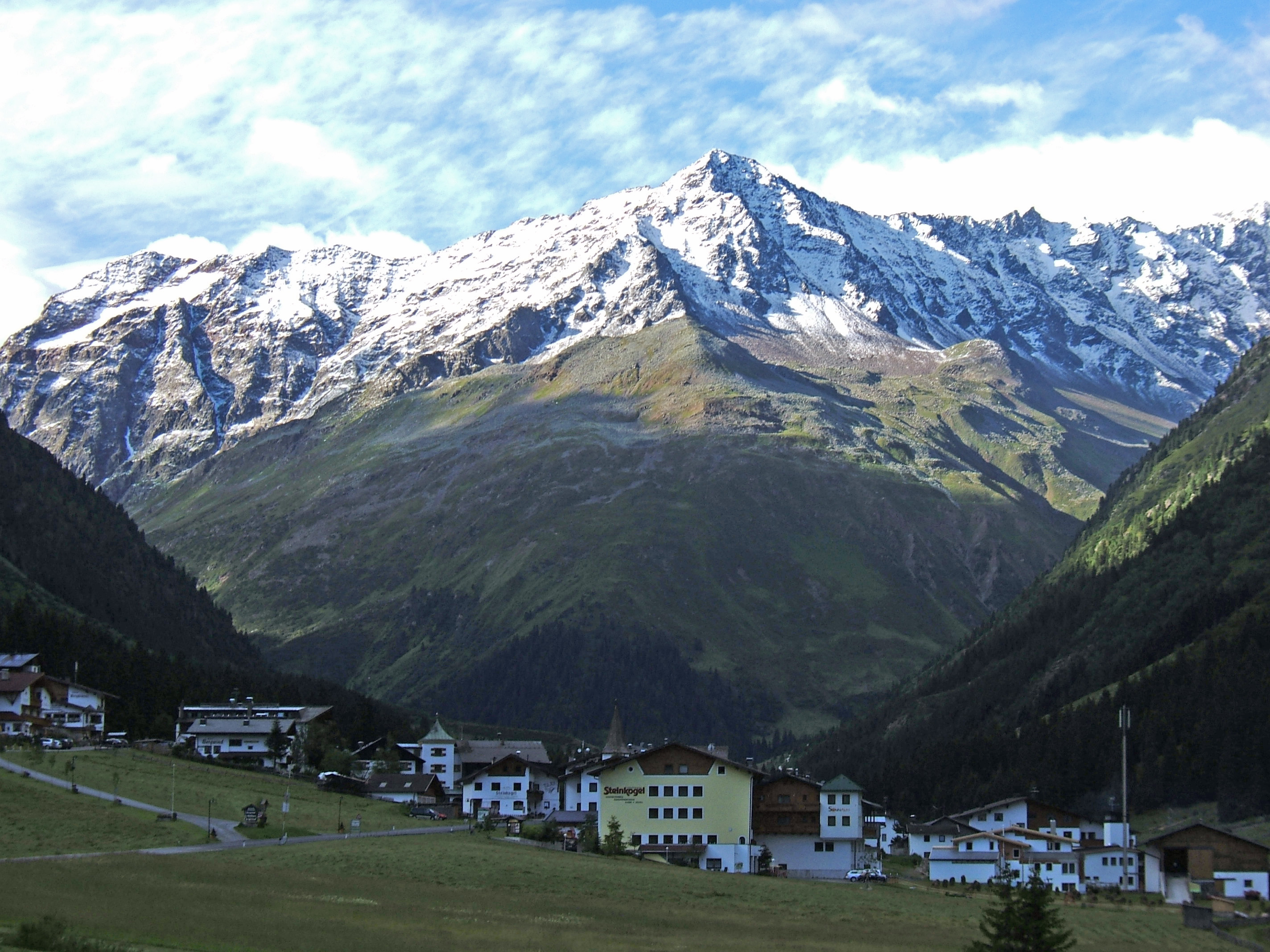

46°56′1″N 10°52′15″E / 46.93361°N 10.87083°E
米塔格斯科格爾山（德語：Mittagskogel），是奧地利的山峰，位於該國西部，由蒂羅爾州負責管轄，屬於奧茨塔爾阿爾卑斯山脈的一部分，海拔高度3,162米，每年平均降雨量1,357毫米。